# Harper Lee
Nelle Harper Lee (Monroeville, 28 april 1926 – aldaar, 19 februari 2016) was een Amerikaans schrijfster. Zij is vooral bekend geworden door de roman To Kill a Mockingbird uit 1960, die een Pulitzerprijs won in 1961. Het boek werd in het Nederlands vertaald als Spaar de spotvogel(s).

## Leven en werk
Nelle Lee, die haar tweede voornaam Harper als pseudoniem gebruikte omdat ze niet als "Nellielee" bekend wilde worden, was de jongste uit een gezin van vier kinderen. Haar vader Amasa Coleman Lee was een advocaat en voormalig hoofdredacteur/eigenaar van een krant in Monroeville. Daarnaast was hij senator in Alabama van 1926 tot 1938. Nelles moeder was Frances Cunningham Finch, wier namen ze in haar boek To Kill a Mockingbird voor verschillende personages heeft gebruikt. In haar jeugdjaren was ze het buurmeisje van schrijver Truman Capote, met wie ze een levenslange vriendschap had. Hij was tevens een inspiratiebron voor de jongen Dill, een van de personages in Mockingbird.
Na het behalen van haar schooldiploma studeerde ze aan Huntingdon College. Na een jaar ging ze rechten studeren aan de Universiteit van Alabama. Ook heeft ze een jaar in Oxford gestudeerd, voordat ze in 1950 naar New York verhuisde.
Lee schreef een serie korte verhalen over het leven in de Zuidelijke Verenigde Staten. Deze bood ze een uitgever aan voor publicatie in 1957, maar haar redacteur Tay Hohoff moedigde haar aan om deze verhalen om te zetten in een roman. Dat werd To Kill a Mockingbird, tot op de dag van vandaag een bestseller in de Verenigde Staten. Het boek werd in 1962 verfilmd door Robert Mulligan met Gregory Peck als de advocaat Atticus Finch. 
Na dit boek trok ze zich grotendeels terug uit het publieke leven en publiceerde vrijwel niets meer. Ze ontving vele literaire prijzen, maar bij de uitreikingen weigerde ze te spreken. Ze begeleidde Truman Capote bij zijn onderzoek voor In Cold Blood. In 1983 schreef ze een boekrecensie over een boek dat handelt over de geschiedenis van Alabama. In 2006 publiceerde Lee in het zomernummer van O, The Oprah Magazine, het tijdschrift van de Amerikaanse televisiepresentatrice Oprah Winfrey, een brief over hoe ze boeken ontdekte in haar jeugd. Een citaat:
"Now, 75 years later in an abundant society where people have laptops, cell phones, iPods and minds like empty rooms, I still plod along with books".

## Eerste roman uit 1957, gepubliceerd in 2015
Haar eerste roman Go Set a Watchman uit 1957 (de titel is ontleend aan het Bijbelboek Jesaja) werd destijds door haar uitgever geweigerd. Hij adviseerde haar eerst het verhaal dat 20 jaar eerder speelde op schrift te stellen. Dat werd in 1960 als haar eerste roman uitgegeven: To Kill a Mockingbird. Het originele manuscript van Go Set a Watchman is bewaard gebleven en werd in 2015 alsnog op de markt gebracht. In de voorverkoop werden al 2 miljoen exemplaren verkocht. In Nederlandse vertaling wordt het uitgegeven door De Bezige Bij met de titel: Ga heen, zet een wachter.
Niet iedereen is overtuigd van de authenticiteit van de 'vondst' van het manuscript en van de wens van de schrijfster – die een slechte gezondheid had sinds ze in 2007 een hartaanval kreeg – om het boek te laten uitgeven. Haar zuster zei: "Poor Nelle Harper can't see and can't hear and will sign anything put before her by any one in whom she has confidence". De staat Alabama liet haar handelingsbekwaamheid onderzoeken, maar kwam in april 2015 tot de conclusie dat er geen reden was de publicatie tegen te houden.
Onmiddellijk na verschijnen in juli 2015 riep de roman veel reacties op. Vooral het feit dat Harper Lee van het personage Atticus Finch uit To Kill a Mockingbird – die tientallen jaren gold als een baken in de strijd tegen rassendiscriminatie – in Go Set a Watchman een genuanceerder en minder positief beeld oproept, bracht de gemoederen in beroering.
- Bibsys: 90302950
- Biblioteca Nacional de Chile: 000038938
- Biblioteca Nacional de España: XX1011975
- Bibliothèque nationale de France: cb12732943h (data)
- Catàleg d'autoritats de noms i títols de Catalunya: 981058526658306706
- CiNii: DA04629850
- Gemeinsame Normdatei: 119102579
- International Standard Name Identifier: 0000 0000 8091 8006
- Library of Congress Control Number: n50038872
- Nationale Bibliotheek van Letland: 000105352
- MusicBrainz: f682a68b-eb75-4993-bf8d-f246c36dda14
- National Archives and Records Administration: 18542530
- Bibliotheek van het Japanse parlement: 00523687
- Nationale Bibliotheek van Tsjechië: jn20000401618
- Nationale bibliotheek van Australië: 36550491
- Nationale Bibliotheek van Israël: 987007313458505171
- Nationale Bibliotheek van Polen: a0000003038736
- Nationale en Universitaire bibliotheek Zagreb: 000353933
- Nederlandse Thesaurus van Auteursnamen: 072755466
- Réseau des bibliothèques de Suisse occidentale: 02-A026468254
- Istituto Centrale per il Catalogo Unico: RAVV033165
- LIBRIS: 336637
- SNAC: w6kq8r7m
- Système universitaire de documentation: 05063187X
- Trove: 1287142
- Virtual International Authority File: 12431460
- WorldCat: E39PBJpdQp9gGGGCtP3jPqFkDq